# Carnatic
De Carnatic, Karnatak of Carnatick is een historisch land in het zuiden van India. De Carnatic omvatte de Coromandelkust en het vlakke achterland tot aan de Oost-Ghats, een gebied dat tegenwoordig in de Indiase deelstaten Tamil Nadu, het zuiden van Andhra Pradesh en uiterste zuidoosten van Kerala valt. 

## Geschiedenis
De naam "Karnatak" komt al voor in de Mahabharata en Bhagavata Purana, maar duidde oorspronkelijk op het Kannadatalige gebied in de westelijke Dekan, dat overeenkomt met de tegenwoordige deelstaat Karnataka. Toen de islamitische heersers van de Dekansultanaten in de 16e eeuw hun invloed uitbreidden in de richting van het uiterste zuiden van India, gebruikten ze de naam ook voor de Tamiltalige vlakte achter de Oost-Ghats. Onder Britse handelaren, die zich in de 17e eeuw aan de Coromandelkust vestigden, verbasterde de naam tot "Carnatic". De Britten, die aanvankelijk onbekend waren met de geografie van het binnenland, gebruikten de naam slechts voor het vlakke kustgebied. Oorspronkelijk hadden de Britten twee kolonies aan de Coromandelkust: Madras en Cuddalore. De Fransen hadden een kolonie in Pondicherry.
Politiek gezien was de Carnatic vanaf de 16e eeuw onderdeel van het sultanaat Golkonda. Met de inname van Golconda door de Mogols onder Aurangzeb in 1688 werd de Carnatic onderdeel van de Mogolprovincie ("subah") Haiderabad. De Carnatic werd echter door een eigen gouverneur ("nawab" of "subahdar") bestuurd, die ondergeschikt was aan de gouverneur van Haiderabad. Na de ineenstorting van het centraal gezag in het Mogolrijk met de dood van Aurangzeb in 1707 gingen zowel de nizam van Haiderabad als de nawab van de Carnatic zich onafhankelijk gedragen. De nawabs van de Carnatic hadden hun hoofdstad eerst in Gingee, maar dit werd aan het begin van de 18e eeuw naar Arcot verplaatst. Ze sloten wisselende bondgenootschappen met de Maratha-vorsten van Satara, Kolhapur en Thanjavur, de nizam van Haiderabad, de sultan van Mysore en de Britse en Franse kolonisten die zich aan de kust hadden gevestigd.
In de loop van de 18e eeuw gingen de Europeanen een steeds belangrijkere rol spelen in de politiek van de inheemse heersers. De twee koloniale machten en hun inheemse bondgenoten vochten halverwege de 18e eeuw een serie oorlogen in het zuiden van India die de Carnatische oorlogen worden genoemd. De Eerste Oorlog om de Carnatic was het gevolg van de oorlogsverklaring van 1744 in Europa. Na het tekenen van de vrede in 1748 werd een opvolgingsstrijd om de rol van nawab van de Carnatic door de Europeanen aangegrepen om hun conflict voort te zetten (Tweede Oorlog om de Carnatic, 1751-1754). Hoewel de Fransen aanvankelijk aanzienlijke gebieden veroverden waren het uiteindelijk de Britten die de Fransen uit het gebied verdreven in de Derde Oorlog om de Carnatic (1756-1763). De nawab van de Carnatic was in deze oorlogen compleet afhankelijk geworden van Britse steun en regeerde daarna slechts als marionet.
In 1801 werd de nawab gedwongen het bestuur over te dragen aan de East India Company, en voortaan slechts een ceremoniële rol te aanvaarden. In 1855, toen de laatste nawab kinderloos stierf, werd zijn gebied bij Brits-Indië ingelijfd, als onderdeel van de Madras Presidency.